# Dino Zoff
Dino Zoff, född 28 februari 1942, är en italiensk före detta professionell fotbollsmålvakt och senare tränare, mest känd som målvakt i det italienska landslag som 1982 blev världsmästare, där han som 40-åring blev den äldsta spelaren genom tiderna som vunnit ett VM-guld.

## Biografi

### Karriär

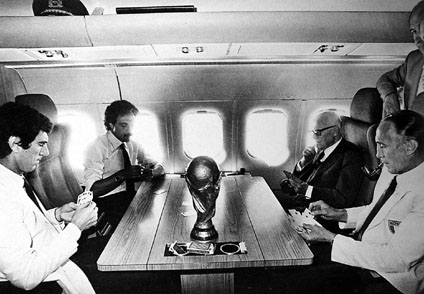
Zoff längst till vänster, spelande kort med Franco Causio, Italiens president Sandro Pertini och förbundskaptenen Enzo Bearzot på flyget hem efter VM-segern 1982.

Zoff var målvakt i det italienska lag som tog EM-guld 1968 men fick sitta på bänken när Italien tog VM-silver 1970 med Enrico Albertosi som förstemålvakt. Under resten av 1970-talet hade Zoff sin storhetstid i klubblaget Juventus och var samtidigt Italiens obestridlige förstemålvakt.
Zoff var sedan lagkapten när det nederlagstippade Italien oväntat blev världsmästare 1982. Han hade då själv fyllt 40 och blev därmed den äldste spelare som vunnit ett VM i fotboll. Zoff gjorde en mycket bra turnering, där han bland annat räddade det italienska avancemanget genom en klassisk räddning under slutminuterna i segermatchen mot Brasilien. Zoff har senare verkat som tränare och var förbundskapten när Italien tog silver i EM 2000.
Zoff utsågs av IFFHS till 1900-talets tredje bästa målvakt, detta efter Lev Jasjin och Gordon Banks.

## Meriter

### Som spelare

#### I klubblag
Juventus
- Serie A (6): 1972–1973, 1974–1975, 1976–1977, 1977–1978, 1980–1981, 1981–1982
- Coppa Italia (2): 1978–1979, 1982–1983
- Uefacupen (1): 1976–1977

#### I landslag
Italien
- VM-guld 1982
- VM-silver 1970 (reserv)
- EM-guld 1968

### Som tränare
Juventus
- Coppa Italia (1): 1989–1990
- Uefacupen (1): 1989–1990

 Italien
- EM-silver 2000

### Individuellt
- Framröstad som nr 3 på listan över 1900-talets främsta målvakter av IFFHS.
- Utsedd som Italiens bäste fotbollsspelare "De sista 50 åren" av det Italienska fotbollsförbundet år 2003.
- Med på listan FIFA 100 som en av de då (år 2004) 125 bästa levande fotbollsspelarna, utsedd av Pelé.